# Cristóbal Montoro
Cristóbal Ricardo Montoro Romero (Cambil, Jaén, 28 de julio de 1950) es un economista y expolítico español. Desempeñó el cargo de ministro de Hacienda en dos ocasiones: la primera entre 2000 y 2004, con José María Aznar, y la segunda entre 2011 y 2018, con Mariano Rajoy. También ha sido europarlamentario y miembro de la Comisión de Asuntos Económicos y Monetarios del Parlamento Europeo, así como presidente de la Comisión de Economía y Empresa en el Congreso de los Diputados en la XII Legislatura.

## Biografía

### Primeros años
Nació el 28 de julio de 1950 en la localidad jienense de Cambil. Hijo de Gil Montoro y Mercedes Romero, emigró  junto con sus padres a Madrid, donde se crio. Su hermano Ricardo fue presidente del Centro de Investigaciones Sociológicas.
En 1973 se licenció en Ciencias Económicas por la Universidad Autónoma de Madrid, en la que en 1981 obtenía el doctorado (tesis: Del estado del bienestar a la sociedad del bienestar). Ejerció primero como profesor ayudante y luego como titular, para finalmente obtener en 1989 la cátedra de Hacienda Pública en la Universidad de Cantabria.

### Carrera política
En marzo de 1990, tras el relanzamiento por parte de Felipe González en el debate sobre el estado de la nación de la idea de un «pacto de progreso», consideró que este debía incluir, además de la moderación salarial, una revisión completa de la política económica (fiscal y de rentas), la actuación sin demora en materia de infraestructura, la liberalización de sectores y mercados básicos (laboral, energético y financiero), así como la privatización de servicios y empresas públicas.
Asesor durante varios años del presidente del Partido Popular, José María Aznar, y miembro del equipo económico de esta formación, abandonó el IEE cuando se hizo pública su candidatura, como independiente, al Congreso de los Diputados como número nueve de la lista del PP por Madrid en las elecciones generales de 1993, en las que fue elegido diputado. Durante esa legislatura fue portavoz de economía del Partido Popular en el Congreso de los Diputados.
En los comicios del 3 de marzo de 1996 fue de nuevo elegido diputado por Madrid del PP y nombrado secretario de Estado de Economía en el primer gobierno presidido por Aznar el 7 de mayo de 1996.
Como secretario de Estado de Economía, Montoro fue un firme defensor de la incorporación de España al primer grupo de países participantes en la moneda única, así como del proceso de liberalización y privatizaciones puesto en marcha por el gobierno popular.
Durante la celebración del XIII Congreso Nacional del Partido Popular en Madrid, en enero de 1999, fue elegido vocal del Comité Ejecutivo Nacional como integrante de la lista con la que José María Aznar fue reelegido presidente del partido.

#### Ministro de Hacienda
En las elecciones generales del 12 de marzo de 2000 fue elegido diputado del Partido Popular por Jaén y el 27 de abril de ese año Aznar anunció su nombramiento como ministro de Hacienda. En 2001 se separó de su primera mujer, Josefina Duro.
Tras las elecciones de 2004, en las que llega al poder el PSOE con mayoría simple, cesa en su cargo y es elegido eurodiputado en las elecciones de ese mismo año.
En 2008 vuelve a ser elegido diputado por Madrid, ocupando el cargo de portavoz en la Comisión de Economía y Hacienda hasta su nombramiento como ministro el 22 de diciembre de 2011.

#### Vuelta al Ministerio de Hacienda
Tras la victoria del Partido Popular en las elecciones generales de 2011, el presidente del Gobierno, Mariano Rajoy, le escogió como ministro de Hacienda, volviendo al cargo que ya ocupó en el segundo Gobierno de José María Aznar. Además, también asumió las competencias de relaciones con otras administraciones y con los funcionarios. El 22 de diciembre de ese año, en la ceremonia habitual en el Palacio de la Zarzuela, tomó posesión como ministro de Hacienda y Administraciones Públicas ante el rey Juan Carlos I.
El 3 de noviembre de 2016, el presidente Mariano Rajoy confirmó a Montoro como titular del Ministerio de Hacienda, aunque perdería las competencias relativas a las relaciones con las administraciones públicas, que pasarían al Ministerio de la Presidencia y para las Administraciones Territoriales que dirigía la vicepresidenta Soraya Saénz de Santamaría. La cartera mantendría, sin embargo, las competencias de Función Pública. Así, el 4 de noviembre de 2016, en un acto conjunto de toma de posesión del nuevo gobierno, el segundo de Mariano Rajoy, juró su cargo como ministro de Hacienda y Función Pública ante el rey Felipe VI.
Fue presidente de la Comisión de Economía y Empresa en el Congreso de los Diputados al final de la XII legislatura.

### Imputación
El 16 de julio de 2025 fue imputado por los presuntos delitos de cohecho, fraude contra la Administración Pública, prevaricación, tráfico de influencias, corrupción en los negocios, falsedad documental y negociaciones prohibidas.

## Condecoraciones
- Gran Cruz de la Orden de Carlos III.[17]
- Gran Cruz de la Orden de Isabel la Católica.[18]

## Cargos desempeñados
- Diputado por Madrid en el Congreso de los Diputados (1993-1996).
- Secretario de Estado de Economía (1996-2000).
- Diputado por Jaén en el Congreso de los Diputados (2000-2004).
- Ministro de Hacienda (2000-2004).
- Diputado del Parlamento Europeo (2004-2008).
- Diputado por Madrid en el Congreso de los Diputados (2008-2011).
- Coordinador de Economía del PP (2008-2012).
- Diputado por Sevilla en el Congreso de los Diputados (Desde 2011).
- Ministro de Hacienda y Administraciones Públicas (2011-2016).
- Ministro de Hacienda y Función Pública (2016-2018).